# Färgginst
Färgginst (Genista tinctoria) är en växtart i familjen ärtväxter. Växten blir en 30-60 cm hög buske. Stammen är inte tornig (olikt många andra Genista). Blommorna är gula, typiska fjärilslika ärtväxtblommor, sitter ofta enstaka eller i små klasar. Frukten är en platt balja som växer uppåtriktat. Färgginst innehåller samma slag av giftämnen som gullregn.
Färgginst odlas som prydnadsväxt i trädgårdar. Om våren kan man ta in kvistar för drivning av blommor.

## Utbredning
Färgginst tål svenskt klimat, och förekommer vilt om än sällsynt i Halland och Västergötland, men har introducerats och förvildats i flera andra landskap i Sydsverige. Fynd av färgginsten görs främst vid vägkanter, torra slänter och på hedmark.